# Mięśnie PL1-PL6
Mięśnie PL1—PL6 – grupa mięśni występująca u skorpionów.
Mięśnie od PL1 do PL6 to metameryczna seria mięśni położonych po bokach prosomy skorpiona. Ich punktami początkowymi są boczne części karapaksu. Mięśnie od PL1 do PL4 kończą się przyczepiając do "nadbiodrowej błonki pleuralnej" (ang. supracoxal pleural membrane), a PL5 i PL6 przyczepiając się do bocznych krawędzi biodrowych.